# Ogovea nasuta
Ogovea nasuta is een hooiwagen uit de familie Ogoveidae.